# Големи
Големи (на гръцки: Γολέμι) е традиционно каменно село в Беотия, историческа Локрида, Централна Гърция.
Селището е основано през 15-ти век от славяни, откъдето и името на селото. През 1506 г. в селото има 29 домакинства, през 1521 г. – 39 домакинства, през 1540 г. – 52 домакинства и през 1571 г. – 54 домакинства.
В селото се намира църква посветена на Света Петка.